# (52005) Maik
(52005) Maik – planetoida z pasa głównego asteroid okrążająca Słońce w ciągu 3,52 lat w średniej odległości 2,32 j.a. Odkryli ją Charles Juels i Paolo Holvorcem 8 lutego 2002 roku na zdjęciach wykonanych w Fountain Hills. Nazwa planetoidy pochodzi od Maika Meyera (ur. 1970) – niemieckiego astronoma amatora.